# Кам'янець-Подільська міська рада
Ка́м'янець-Поді́льська міська́ ра́да — адміністративно-територіальна одиниця та орган місцевого самоврядування у складі Хмельницької області. Адміністративний центр — місто обласного значення Кам'янець-Подільський.

## Загальні відомості
- Територія ради: 27,871 км²
- Населення ради: 97970 осіб (станом на 01.01.2021 рік)
- Територією ради протікає річка Смотрич

## Населені пункти
Міській раді підпорядковані населені пункти:
- м. Кам'янець-Подільський

## Історія
У 1374 році Великий князь Литовський Ольгерд надав Кам'янцю магдебурзьке право. Повний обсяг прав на самоврядування місто отримало у 1432 році, однак спочатку воно розповсюджувалось лише на поляків та німців. У 1491 році був створений руський магістрат, який проіснував до 1670 року, коли його реформували та об'єднали з польським. До 1790 року проіснував вірменський магістрат.
Після реформ самоврядування в Російській імперії в місті була запровадження система виборів та податковий ценз. Після створення Української Народної Республіки в місті існувало декілька органів самоврядування: Рада робітничих та селянських депутатів, Рада гарнізону, виконавчий комітет Центральної Ради та міська дума. У січні 1921 року в місті були проведені вибори до Ради робітничих, селянських і червоноармійських депутатів, а 29 січня 1921 — було обрано політвиконком.
Після відновлення 24 серпня 1991 року незалежності України в місті була створена Кам'янець-Подільська міська рада та її виконавчий комітет.

## Склад ради
Рада складається з 38 депутатів та голови.
- Голова ради: Михайло Володимирович Посітко
- Секретар ради:  Не обрано досі

### Керівний склад попередніх скликань
| Прізвище, ім'я, по батькові      | Основні відомості                                                                   | Дата обрання | Дата звільнення |
| -------------------------------- | ----------------------------------------------------------------------------------- | ------------ | --------------- |
| Сімашкевич Михайло Євстафійович  | Міський голова, 1961 року народження, вища, безпартійний                            | 25.10.2015   | 27.11.2020      |
| Сімашкевич Михайло Євстафійович  | Міський голова, 1961 року народження, вища, безпартійний                            | 31.10.2010   | 25.10.2015      |
| Нестерук Анатолій Макарович      | Міський голова, 1955 року народження, член Всеукраїнського об'єднання «Батьківщина» | 01.06.2008   | 31.10.2010      |
| Мазурчак Олександр Володимирович | Міський голова, 1959 року народження, член Всеукраїнського об'єднання «Батьківщина» | 26.03.2006   | 01.02.2008      |
| Мазурчак Олександр Володимирович | Міський голова, 1959 року народження, член Всеукраїнського об'єднання «Батьківщина» | 31.03.2002   | 26.03.2006      |
| Мазурчак Олександр Володимирович | Міський голова, 1959 року народження, член Всеукраїнського об'єднання «Батьківщина» | 29.03.1998   | 31.03.2002      |
| Кучер Анатолій Іванович          | Міський голова, 1951 року народження                                                | 10.06.1994   | 23.09.1997      |

Примітка: таблиця складена за даними сайту Верховної Ради України та ЦВК

### Депутати VII скликання
За результатами місцевих виборів 2015 року депутатами ради стали:

#### За суб'єктами висування
| Суб'єкт висування                                          | Кількість обраних депутатів | %     |
| ---------------------------------------------------------- | --------------------------- | ----- |
| Партія Блок Петра Порошенка «Солідарність»                 | 8                           | 22.22 |
| Політична партія Всеукраїнське об'єднання «Свобода»        | 6                           | 16.67 |
| Політична партія Всеукраїнське об'єднання «Батьківщина»    | 6                           | 16.67 |
| Радикальна партія Олега Ляшка                              | 3                           | 8.33  |
| Політична партія «За конкретні справи»                     | 3                           | 8.33  |
| Політична партія «Українське Об'єднання патріотів — УКРОП» | 3                           | 8.33  |
| Політична партія «Рідне місто»                             | 3                           | 8.33  |
| Народна партія                                             | 2                           | 5.56  |
| Партія «Відродження»                                       | 2                           | 5.56  |

#### За округами
| № округу                                                   | Прізвище, ім'я, по батькові      | Дата нар.  | Освіта              | Партійна приналежність | Відомості                                                                                                   |
| ---------------------------------------------------------- | -------------------------------- | ---------- | ------------------- | ---------------------- | --- |
| ПАРТІЯ "БЛОК ПЕТРА ПОРОШЕНКА «СОЛІДАРНІСТЬ»                |                                  |            |                     |                        | |
| пк                                                         | Кобильник Василь Володимирович   | 30.07.1982 | вища                | БПП «Солідарність»     | Кам'янець-Подільський національний університет імені Івана Огієнка, проректор з науково-педагогічної роботи |
| 31                                                         | Старченко Світлана Володимирівна | 19.07.1964 | вища                | безпартійна            | Кам'янець-Подільське управління освіти і науки міської ради, директор                                       |
| 28                                                         | Невенчан Геннадій Володимирович  | 12.02.1963 | вища                | безпартійний           | ТзОВ магазин «Жовтневий», директор                                                                          |
| 9                                                          | Дюднєв Артем Михайлович          | 07.11.1982 | вища                | безпартійний           | ТОВ «Біоенерго 2015», директор                                                                              |
| 34                                                         | Васильянов Дмитро Сергійович     | 08.06.1956 | вища                | безпартійний           | Кам'янець-Подільська міська рада, заступник голови                                                          |
| 36                                                         | Качуровський Анатолій Іванович   | 18.05.1945 | вища                | безпартійний           | Кам'янець-Подільська міська рада, секретар                                                                  |
| 7                                                          | Бабчинський Олександр Васильович | 06.05.1978 | вища                | безпартійний           | Департамент житлово-комунального господарства Кам'янець-Подільської міської ради, директор                  |
| 5                                                          | Мастикаш Андрій Ігорович         | 11.08.1977 | вища                | безпартійний           | ТОВ «Поділбудсервіс», директор                                                                              |
| політична партія Всеукраїнське об'єднання «Батьківщина»    |                                  |            |                     |                        | |
| пк                                                         | Ткач Олег Васильович             | 16.07.1973 | вища                | ВО «Батьківщина»       | Подільський державний аграрно-технічний університет, завідувач кафедрою                                     |
| 24                                                         | Розбам Микола Нюсевич            | 24.05.1946 | вища                | ВО «Батьківщина»       | пенсіонер                                                                                                   |
| 8                                                          | Ткачук Олександр Анатолійович    | 24.09.1961 | вища                | ВО «Батьківщина»       | КП «Цивільбуд», головний інженер                                                                            |
| 16                                                         | Чистяков Анатолій Євгенович      | 14.08.1957 | вища                | ВО «Батьківщина»       | фізична особа-підприємець                                                                                   |
| 4                                                          | Жильчук Олександр Борисович      | 05.10.1973 | вища                | ВО «Батьківщина»       | фізична особа-підприємець                                                                                   |
| 35                                                         | Бойко Андрій Анатолійович        | 25.08.1978 | вища                | ВО «Батьківщина»       | фізична особа-підприємець                                                                                   |
| політична партія Всеукраїнське об'єднання «Свобода»        |                                  |            |                     |                        | |
| пк                                                         | Посітко Михайло Володимирович    | 21.11.1985 | вища                | ВО «Свобода»           | ТДВ «Адамс», юрисконсульт                                                                                   |
| 11                                                         | Яриновський Юрій Леонідович      | 08.05.1960 | професійно-технічна | ВО «Свобода»           | фізична особа-підприємець                                                                                   |
| 5                                                          | Микуляк Іван Михайлович          | 04.01.1956 | вища                | ВО «Свобода»           | ПП «Мі-катех», директор                                                                                     |
| 29                                                         | Костюкович Дмитро Карлович       | 20.04.1976 | вища                | ВО «Свобода»           | фізична особа-підприємець                                                                                   |
| 32                                                         | Бенкендорф Геннадій Данилович    | 13.01.1953 | вища                | ВО «Свобода»           | пенсіонер                                                                                                   |
| 27                                                         | Мазій Олена Миколаївна           | 29.09.1953 | вища                | ВО «Свобода»           | фізична особа-підприємець                                                                                   |
| ПОЛІТИЧНА ПАРТІЯ «ЗА КОНКРЕТНІ СПРАВИ»                     |                                  |            |                     |                        | |
| пк                                                         | Конюшенко Андрій Олександрович   | 21.11.1974 | вища                | «За конкретні справи»  | ПП «Будкомплект», директор                                                                                  |
| 14                                                         | Чинчик Олександр Сергійович      | 06.10.1978 | вища                | «За конкретні справи»  | Подільський державний аграрно-технічний університет, доцент                                                 |
| 7                                                          | Костинюк Володимир Володимирович | 21.02.1979 | вища                | «За конкретні справи»  | Кам'янець-Подільська дитячо-юнацька спортивна школа № 2, тренер-викладач                                    |
| Політична партія «Рідне місто»                             |                                  |            |                     |                        | |
| пк                                                         | Гаврилюк Василь Васильович       | 04.07.1969 | вища                | «Рідне місто»          | СТО «Престиж-2008», директор                                                                                |
| 17                                                         | Гордійчук Валерій Григорович     | 06.12.1945 | вища                | «Рідне місто»          | КП «Міськтепловоденергія», генеральний директор                                                             |
| 6                                                          | Гамалій Андрій Вячеславович      | 25.10.1974 | вища                | безпартійний           | ТОВ «Барс», директор                                                                                        |
| ПОЛІТИЧНА ПАРТІЯ «УКРАЇНСЬКЕ ОБ'ЄДНАННЯ ПАТРІОТІВ — УКРОП» |                                  |            |                     |                        | |
| пк                                                         | Дюднєв Андрій Михайлович         | 29.10.1981 | вища                | «УКРОП»                | тимчасово не працює                                                                                         |
| 27                                                         | Наглюк Юлія Вікторівна           | 11.02.1987 | вища                | безпартійна            | СЗОШ№ 5, Кам'янець-Подільський ліцеї з ПВФП, вихователь ГПД у та вчитель англійської мови                   |
| 23                                                         | Палатайко Олександр Миколайович  | 03.01.1987 | вища                | безпартійний           | фізична особа-підприємець                                                                                   |
| Радикальна партія Олега Ляшка                              |                                  |            |                     |                        | |
| пк                                                         | Гурома Анатолій Степанович       | 29.08.1968 | вища                | Радикальна партія      | фізична особа-підприємець                                                                                   |
| 14                                                         | Гурома Степан Анатолійович       | 23.02.1995 | загальна середня    | безпартійний           | студент |
| 22                                                         | Савчук Наталія Федорівна         | 08.12.1969 | вища                | безпартійна            | Апарат Верховної Ради України, помічник-консультант                                                         |
| Народна Партія                                             |                                  |            |                     |                        | |
| пк                                                         | Цвігун Борис Ярославович         | 21.02.1960 | вища                | Народна Партія         | Кам'янець-Подільська міська поліклініка № 1, головний лікар                                                 |
| 20                                                         | Пливанюк Юрій Васильович         | 27.03.1961 | вища                | безпартійний           | Кам'янець-Подільське міське управління охорони здоров'я, начальник управління                               |
| Партія «Відродження»                                       |                                  |            |                     |                        | |
| пк                                                         | Слободян Валерій Анатолійович    | 20.01.1960 | вища                | «Відродження»          | ТзОВ «Дан-сервіс», директор                                                                                 |
| 3                                                          | Шуханов Микола Макарович         | 29.05.1959 | вища                | «Відродження»          | Кам'янець-Подільська міська лікарня, лікар                                                                  |

### Депутати VI скликання
За результатами місцевих виборів 2010 року депутатами ради стали:

#### За суб'єктами висування
| Суб'єкт висування                                       | Кількість обраних депутатів | %  |
| ------------------------------------------------------- | --------------------------- | -- |
| Політична партія Всеукраїнське об'єднання «Батьківщина» | 20                          | 40 |
| Партія регіонів                                         | 14                          | 28 |
| Єдиний Центр                                            | 3                           | 6  |
| Політична партія «Фронт Змін»                           | 3                           | 6  |
| Народна партія                                          | 2                           | 4  |
| Політична партія Всеукраїнське об'єднання «Свобода»     | 2                           | 4  |
| Політична партія «Сильна Україна»                       | 2                           | 4  |
| Політична партія «УДАР»                                 | 2                           | 4  |
| Комуністична партія України                             | 1                           | 2  |
| Політична партія «Нова політика»                        | 1                           | 2  |

#### За округами
| № округу                                                                             | Прізвище, ім'я, по батькові      | Дата визнання обраним | Освіта                    | Партійна приналежність | Відомості про обраного депутата                                                                                     |
| ------------------------------------------------------------------------------------ | -------------------------------- | --------------------- | ------------------------- | ---------------------- | --- |
| Єдиний Центр                                                                         |                                  |                       |                           |                        | |
| б/м                                                                                  | Ярема Ростислав Тарасович        | 11.11.2010            | вища                      | позапартійний          | ПП «Професіонал-95», генеральний директор                                                                           |
| б/м                                                                                  | Нетеча Іван Михайлович           | 11.11.2010            | вища                      | позапартійний          | Міська дитяча хорова школа, директор                                                                                |
| б/м                                                                                  | Мерінова Наталія Володимирівна   | 11.11.2010            | вища                      | позапартійна           | ПП «Професіонал-95», юрист                                                                                          |
| Комуністична партія України                                                          |                                  |                       |                           |                        | |
| б/м                                                                                  | Гордійчук Валерій Григорович     | 11.11.2010            | вища                      | КПУ                    | Комунальне підприємство служби єдиного замовника, генеральний директор                                              |
| Народна Партія                                                                       |                                  |                       |                           |                        | |
| б/м                                                                                  | Цвігун Борис Ярославович         | 11.11.2010            | вища                      | Народна Партія         | міська поліклініка, головний лікар                                                                                  |
| 2                                                                                    | Васильянов Дмитро Сергійович     | 11.11.2010            | вища                      | Народна Партія         | Міська лікарня, головний лікар                                                                                      |
| Партія регіонів                                                                      |                                  |                       |                           |                        | |
| б/м                                                                                  | Мальченко Сергій Володимирович   | 11.11.2010            | вища                      | позапартійний          | Кам'янець-Подільський національний університет ім. І. Огієнка, начальник факультету військової підготовки та спорту |
| б/м                                                                                  | Очеретенко Тетяна Юхимівна       | 11.11.2010            | вища                      | позапартійна           | Кам'янець-Подільська міська дитяча поліклініка, головний лікар                                                      |
| б/м                                                                                  | Гамалій Андрій В'ячеславович     | 11.11.2010            | вища                      | Партія регіонів        | ТОВ з іноземними інвестиціями «Барс», директор                                                                      |
| б/м                                                                                  | Салій Інна Володимирівна         | 11.11.2010            | вища                      | позапартійна           | тимчасово не працює                                                                                                 |
| б/м                                                                                  | Сенюк Василь Іванович            | 11.11.2010            | вища                      | позапартійний          | Державне підприємство Науково технічний комплекс «Завод точної механіки», заступник директора по маркетингу         |
| 1                                                                                    | Ободовський Євгеній Миколайович  | 11.11.2010            | вища                      | Партія регіонів        | ТзОВ «Рембудсервіс-2», директор                                                                                     |
| 7                                                                                    | Середюк Сергій Миколайович       | 11.11.2010            | вища                      | Партія регіонів        | Управління житлово-комунального господарства Кам'янець-Подільської міської ради, начальник                          |
| 12                                                                                   | Чубайко Олена Віталіївна         | 14.11.2010            | вища                      | Партія регіонів        | Подільський державний аграрно-технічний університет, заступник ректора                                              |
| 15                                                                                   | Слободян Валерій Анатолійович    | 11.11.2010            | вища                      | Партія регіонів        | ТзОВ «Лідер», директор                                                                                              |
| 16                                                                                   | Сільченко Надія Антонівна        | 11.11.2010            | вища                      | позапартійна           | Кам'янець-Подільський коледж будівництва, архітектури та дизайн, директор                                           |
| 21                                                                                   | Моштак Микола Володимирович      | 11.11.2010            | вища                      | позапартійний          | КПНУ ім. І. Огієнка, голова профкому студентів, аспірантів та докторантів                                           |
| 23                                                                                   | Крочак Ярослав Адамович          | 11.11.2010            | вища                      | Партія регіонів        | Державне підприємство Науково технічний комплекс «Завод точної механіки», директор                                  |
| 24                                                                                   | Кушнірук Олег Васильович         | 17.01.2011            |                           | позапартійний          | МЦ «Охмадит», завідувач відділення                                                                                  |
| 25                                                                                   | Старченко Світлана Володимирівна | 11.11.2010            | вища                      | Партія регіонів        | загальноосвітня школа I-III ст. № 12, директор                                                                      |
| Політична партія Всеукраїнське об'єднання «Батьківщина»                              |                                  |                       |                           |                        | |
| б/м                                                                                  | Волошина Валентина Петрівна      | 11.11.2010            | вища                      | ВО «Батьківщина»       | Кам'янець-Подільська міська рада, секретар міської ради                                                             |
| б/м                                                                                  | Аносов Михайло Дмитрович         | 11.11.2010            | вища                      | ВО «Батьківщина»       | Кам'янець-Подільський національний університет ім. І. Огієнка, викладач                                             |
| б/м                                                                                  | Земсков Ігор Володимирович       | 11.11.2010            | вища                      | ВО «Батьківщина»       | Кам'янець-Подільська філія Європейського університету, викладач                                                     |
| б/м                                                                                  | Яворський Геннадій Миколайович   | 11.11.2010            | вища                      | ВО «Батьківщина»       | підприємець |
| б/м                                                                                  | Федорчук Володимир Володимирович | 11.11.2010            | вища                      | позапартійний          | підприємець |
| б/м                                                                                  | Аносов Юрій Михайлович           | 11.11.2010            | вища                      | ВО «Батьківщина»       | Кам'янець-Подільська міська рада, заступник начальника управління, завідувач відділу                                |
| б/м                                                                                  | Новіков Дмитро Георгійович       | 11.11.2010            | вища                      | ВО «Батьківщина»       | Навчально-методичний центр цивільного захисту та БЖД, майстер                                                       |
| 3                                                                                    | Кіященко Наталія Миколаївна      | 11.11.2010            | вища                      | ВО «Батьківщина»       | пенсіонер |
| 4                                                                                    | Фурман Валентина Володимирівна   | 11.11.2010            | вища                      | ВО «Батьківщина»       | Стоматполіклініка, хірург-стоматолог                                                                                |
| 5                                                                                    | Бевз Лілія Едуардівна            | 11.11.2010            | вища                      | ВО «Батьківщина»       | Міський виконавчий комітет, начальник служби у справах дітей                                                        |
| 6                                                                                    | Дибаш Віктор Володимирович       | 11.11.2010            | вища                      | ВО «Батьківщина»       | Кам'янець-Подільська міська рада, заступник міського голови                                                         |
| 8                                                                                    | Паламарчук Людмила Вікторівна    | 11.11.2010            | вища                      | ВО «Батьківщина»       | Кам'янець-Подільський міський відділ освіти та науки, заступник                                                     |
| 10                                                                                   | Ткачук Олександр Анатолійович    | 11.11.2010            | вища                      | ВО «Батьківщина»       | Міська шляхова дільниця, директор                                                                                   |
| 11                                                                                   | Сімаковський Станіслав Петрович  | 11.11.2010            | вища                      | ВО «Батьківщина»       | Комунальне підприємство «Тепловодоенергія», оператор                                                                |
| 13                                                                                   | Мендограло Вадим Миколайович     | 15.11.2010            | вища                      | ВО «Батьківщина»       | Кам'янець-Подільське відділення КФЕК НУДПСУ, викладач                                                               |
| 14                                                                                   | Шкварський Олександр Антонович   | 11.11.2010            | вища                      | ВО «Батьківщина»       | ТзОВ «Гермес», директор                                                                                             |
| 17                                                                                   | Акимович Сергій Георгійович      | 11.11.2010            | вища                      | ВО «Батьківщина»       | «Кам'янець-Подільський Хлібокомбінат», заступник голови правління                                                   |
| 18                                                                                   | Качуровський Анатолій Іванович   | 11.11.2010            | вища                      | ВО «Батьківщина»       | Кам-Под міське бюро технічної інвентаризації, начальник                                                             |
| 20                                                                                   | Розбам Микола Нюсевич            | 11.11.2010            | вища                      | ВО «Батьківщина»       | Мале підприємство «Тандем», директор                                                                                |
| 22                                                                                   | Цугель Сергій Іванович           | 11.11.2010            | вища                      | ВО «Батьківщина»       | Кам'янець-Подільська міська рада, начальник управління комунального майна                                           |
| Політична партія Всеукраїнське об'єднання «Свобода»                                  |                                  |                       |                           |                        | |
| б/м                                                                                  | Притуляк Віктор Григорович       | 11.11.2010            | вища                      | ВО «Свобода»           | Кам'янець-Подільський національний університет ім. І. Огієнка, старший викладач                                     |
| б/м                                                                                  | Яриновський Юрій Леонідович      | 11.11.2010            | Освіта середня спеціальна | ВО «Свобода»           | приватний підприємець, директор                                                                                     |
| Політична партія «Нова політика»                                                     |                                  |                       |                           |                        | |
| 19                                                                                   | Войтенко Ігор Іванович           | 11.11.2010            | вища                      | позапартійний          | Кам-Под міська лікарня № 1, заступник головного лікаря з мед. частини                                               |
| Політична партія «Сильна Україна»                                                    |                                  |                       |                           |                        | |
| б/м                                                                                  | Мастикаш Андрій Ігорович         | 11.11.2010            | вища                      | «Сильна Україна»       | приватний підприємець, комерційний директор «Поділбудсервіс»                                                        |
| б/м                                                                                  | Слонецький Дмитро Леонідович     | 11.11.2010            | вища                      | «Сильна Україна»       | Кам'янець-Подільське відділення АТ "Страхова компанія «АХА Страхування», директор                                   |
| Політична партія «УДАР (Український Демократичний Альянс за Реформи) Віталія Кличка» |                                  |                       |                           |                        | |
| б/м                                                                                  | Юр'єв Володимир Васильович       | 11.11.2010            | вища                      | «УДАР»                 | ТОВ «Український кристал», генеральний директор                                                                     |
| 9                                                                                    | Явеляк Тарас Михайлович          | 11.11.2010            | вища                      | «УДАР»                 | Кам'янець-Подільська міська лікарня № 1, завідувач педіатричного відділення                                         |
| Політична партія «Фронт Змін»                                                        |                                  |                       |                           |                        | |
| б/м                                                                                  | Заєць Олександр Степанович       | 11.11.2010            | вища                      | «Фронт Змін»           | ПП ВКФ «Будмонтажсервіс», генеральний директор                                                                      |
| б/м                                                                                  | Гулько Надія Анатоліївна         | 11.11.2010            | Освіта середня спеціальна | «Фронт Змін»           | ВАТ «Спецбудмеханізація», фінансовий директор                                                                       |
| б/м                                                                                  | Головльов Михайло Геннадійович   | 11.11.2010            | вища                      | «Фронт Змін»           | пенсіонер |